# Province de Bình Phước
Bình Phước est une province de la région du sud-est du Viêt Nam. Son chef-lieu est Đồng Xoài.
Bình Phước est nommée Toul Ta Mok ទូលតាមោក par les Khmer Krom, fidèles au nom d'origine avant l'annexion de la région par les viêts.

## Transports
Les routes principales sont la route nationale 13 et la route nationale 14.

## Administration
La Province de Bình Phước est composé de 11 subdivisions : 
- 3 villes de niveau district :
  - Bình Long
  - Phước Long
  - Chơn Thành
- 1 ville provinciale :
  - Đồng Xoài (capital)
- 8 districts :
  - Bù Đăng
  - Bù Đốp
  - Bù Gia Mập
  - Phú Riềng
  - Đồng Phú
  - Hớn Quản
  - Lộc Ninh